# Gondecourt
Gondecourt é uma comuna francesa na região administrativa de Altos da França, no departamento do Norte. Estende-se por uma área de 8.22 km². Em 2010 a comuna tinha 4 086 habitantes (densidade: 497,1 hab./km²).